# Abdallah Kanfaoui
Abdallah Kanfaoui, né le 21 mai 1968 à Bruxelles est un homme politique belge bruxellois, membre du Mouvement réformateur (MR).
Il est médecin-Chef de l' Hôpital Universitaire des Enfants Reine Fabiola à Bruxelles; pédiatre, il devient en 2006 chef de service de Pédiatrie de la Clinique Saint-Étienne à Bruxelles; diplômé en Executive Master de la Business School Solvay de Bruxelles; président de la Commission Contrats et Sociétés du Conseil Provincial de l'Ordre des médecins ; administrateur du syndicat des Médecins ABSYM; siège au sein de plusieurs Commissions de l' Institut national d'assurance maladie invalidité (INAMI) : Comité Directeur de l’Accréditation ; Service d’évaluation et de contrôle des Médecins ; Commissions de Remboursement des Médicaments ; Membre du Comité d’éthique et de déontologie de l’Association générale de l'industrie du médicament (Pharma.be).

## Fonctions politiques
- 2012-2018 : Conseiller communal de Schaerbeek.
- Candidat aux élections communales à Molenbeek-Saint-Jean en 2018 (non élu)[1]
- 2014-2019 : Membre du Parlement de la Région de Bruxelles-Capitale